# Camillina chiapa
Camillina chiapa är en spindelart som beskrevs av Norman I. Platnick och Mohammad U. Shadab 1982. Camillina chiapa ingår i släktet Camillina och familjen plattbuksspindlar. Inga underarter finns listade.